# Rolf Rilinger
Rolf Rilinger (* 21. April 1942 in Posen; † 31. August 2003 in Steinhagen) war ein deutscher Althistoriker.
Nach einem Studium der Geschichtswissenschaft wurde Rolf Rilinger 1972 an der Universität zu Köln mit einer von Christian Meier betreuten Dissertation zum Thema Der Einfluss des Wahlleiters bei den römischen Konsulwahlen von 366 bis 50 v. Chr. promoviert. 1980 folgte die Habilitation an selber Stelle mit der Schrift Humiliores – honestiores. Zu einer sozialen Dichotomie im Strafrecht der römischen Kaiserzeit. Er lehrte seit 1981 als Professor an der Universität Bielefeld, bis ein Schlaganfall 1993 seine Arbeit in Forschung und Lehre beendete. 2003 starb er im Alter von 61 Jahren. Er war mit der Historikerin Barbara Stollberg-Rilinger verheiratet, das Ehepaar hat zwei Söhne.
Rilinger beschäftigte sich insbesondere mit den sozialen und verfassungsrechtlichen Voraussetzungen für den Erfolg des Römischen Reichs. Dabei brachte er immer wieder die Methoden und Erkenntnisse der modernen Sozialwissenschaft in seine Forschungen ein.

## Schriften (Auswahl)
- Der Einfluss des Wahlleiters bei den römischen Konsulwahlen von 366 bis 50 v. Chr., Beck, München 1976 (= Vestigia, Bd. 24), ISBN 3-406-04794-7.
- Humiliores – honestiores. Zu einer sozialen Dichotomie im Strafrecht der römischen Kaiserzeit, Oldenbourg, Stuttgart 1988, ISBN 3-486-54801-8.
- Lust an der Geschichte. Leben im Alten Rom. Ein Lesebuch, Piper, München/Zürich 1989, ISBN 3-492-11005-3.
- Lust an der Geschichte. Leben im antiken Griechenland. Ein Lesebuch, Piper, München/Zürich 1990, ISBN 3-492-10850-4.
- mit Tassilo Schmitt und Aloys Winterling (Hrsg.): Ordo und dignitas. Beiträge zur römischen Verfassungs- und Sozialgeschichte, Steiner, Stuttgart 2007, ISBN 3-515-08609-9, Rezension (PDF; 112 kB) von Uwe Walter in Sehepunkte.